# Бережанська районна рада
Бережанська районна рада — орган місцевого самоврядування у Бережанському районі Тернопільської області з центром у місті Бережани.

## Комісії райради
- З питань місцевого самоврядування, законності, та взаємодії з правоохоронними органами
- З питань охорони здоров'я і соціального захисту населення
- З питань освіти, культури, духовності, молоді, спорту та засобів масової інформації
- З питань агропромислового розвитку, земельних відносин, екології та раціонального використання природних ресурсів
- З питань промисловості, будівництва, енергетики, транспорту та зв'язку
- З питань соціально-економічного розвитку, фінансів,бюджету та підприємства

## Голови райради
- Висоцький Роман Костянтинович — листопад 2010 — липень 2014
- Кленик Степан Теофільович — від липня 2014 («за» проголосували 42 із 44 народних обранців)[1]
  - Висоцький Роман Костянтинович, заступник голови районної ради

## Депутатський склад
- Політична партія «Наша Україна» — 10
- Українська Народна Партія — 10
- Політична партія Всеукраїнське об’єднання «Свобода» — 8
- Політична партія Народний Рух України — 8
- Партія регіонів — 6
- Політична партія Всеукраїнське об’єднання «Батьківщина» — 4
- Народна Партія — 2
- Політична партія «За Україну!» — 2
- Політична партія «Фронт Змін» — 2

Депутати Бережанської районної ради шостого скликання (2010 - 2015):
1. Баран Василь Васильович, Народний Рух України
2. Білецький Володимир Михайлович, Народний Рух України
3. Білик Володимир Володимирович, «Наша Україна»
4. Бойко Іван Євгенович, Українська Народна Партія
5. Бойко Іван Ярославович, ВО «Свобода»
6. Бойчук Микола Михайлович, ВО «Свобода»
7. Валов Олег Володимирович, «Фронт Змін»
8. Вальків Василь Михайлович, Народна Партія
9. Ватраль Марія Львівна, Партія регіонів
10. Верещака Володимир Іванович, Партія регіонів
11. Висоцький Роман Костянтинович, «Наша Україна»
12. Вридник Василь Романович, «Наша Україна»
13. Голіний Ігор Богданович, Українська Народна Партія
14. Головацький Іван Васильович, Народний Рух України
15. Горохівський Ярослав Федорович, «Наша Україна»
16. Здирко Іван Михайлович, «Наша Україна»
17. Зінчук Віктор Євгенович, Народний Рух України
18. Зоренний Тарас Лук’янович, «Наша Україна»
19. Калинюк Василь Михайлович, ВО «Батьківщина»
20. Карабаник Володимир Іванович, ВО «Батьківщина»
21. Кленик Степан Теофільович, ВО «Свобода»
22. Козій Володимир Михайлович, ВО «Свобода»
23. Колісник Василь Ярославович, Народна Партія
24. Колодка Ірина Іванівна, «Наша Україна»
25. Колодка Нестор Михайлович, «За Україну!»
26. Колос Зеновій Васильович, «За Україну!»
27. Кузів Павло Григорович, ВО «Батьківщина»
28. Левчук Олександр Петрович, Партія регіонів
29. Лехіцький Мирослав Володимирович, Партія регіонів
30. Липний Михайло Павлович, Партія регіонів
31. Лясковський Василь Михайлович, Українська Народна Партія
32. Мацьковський Ярослав Петрович, «Наша Україна»
33. Миськів Ганна Федорівна, Українська Народна Партія
34. Надбережна Ірина Михайлівна, «Наша Україна»
35. Німко Василь Романович, Українська Народна Партія
36. Павлів Олег Володимирович, Українська Народна Партія
37. Павук Василь Геннадієвич, ВО «Свобода»
38. Пашуля Василь Володимирович, Народний Рух України
39. Пашуля Олег Володимирович, Народний Рух України
40. Погоратий Ігор Васильович, «Фронт Змін»
41. Соловій Володимир Іванович, Українська Народна Партія
42. Соломко Василь Федорович, Народний Рух України
43. Старко Іван Павлович, ВО «Свобода»
44. Тригуб Василь Михайлович, ВО «Свобода»
45. Тринька Ярослав Михайлович, Партія регіонів
46. Трусь Михайло Володимирович, ВО «Свобода»
47. Фльонц Володимир Михайлович, Українська Народна Партія
48. Чепіль Іван Дмитрович, Народний Рух України
49. Чибрас Володимир Михайлович, «Наша Україна»
50. Шкільний Іван Михайлович, Українська Народна Партія
51. Штогрин Степан Миколайович, ВО «Батьківщина»
52. Щербатий Мирон Володимирович, Українська Народна Партія

Вибули:
1. Тринька Ярослав Михайлович
2. Верещака Володимир Іванович
3. Павук Василь Геннадійович
4. Тригуб Василь Михайлович
5. Зінчук Віктор Євгенович
6. Крамар Василь Тарасович
7. Горохівський Ярослав Федорович
8. Шкільний Іван Михайлович